# Milichiella iberica
Milichiella iberica är en tvåvingeart som beskrevs av Miguel Carles-Tolrá 2002.
Milichiella iberica ingår i släktet Milichiella och familjen sprickflugor. Artens utbredningsområde är Spanien. Inga underarter finns listade i Catalogue of Life.